# كارلوس أورتيز
كارلوس أورتيز مواليد 9 سبتمبر 1936 في بورتوريكو، هو ملاكم يصنف ضمن فئة وزن خفيف الوسط.

## إحصائيات
خاض خلال مسيرته 70 نزالا، فاز في 61 وتعادل في 1 وخسر في 7. فاز بالضربة القاضية في 30 نزالا.

## روابط خارجية
- كارلوس أورتيز على موقع بوكس ريك (الإنجليزية) (registration required)